# Часті (Псковська область)
Часті (рос. Частые) — присілок в Куньїнському районі Псковської області Російської Федерації.
Населення становить 10 осіб. Входить до складу муніципального утворення Пухновська волость.

## Історія
Від 2015 року входить до складу муніципального утворення Пухновська волость.

## Населення
| 2001 | 2002 | 2010 |
| ---- | ---- | ---- |
| 23   | ↘16  | ↘10  |